# Tramlijn 19 (Amsterdam)
 Tramlijn 19 is een tramlijn in Amsterdam. Het lijnnummer 19 heeft tussen 1916 en 1938 toebehoord aan vijf verschillende tramlijnen. Tussen 1938 en 2018 was er geen tramlijn 19. Met de komst van de Noord/Zuidlijn in 2018 is lijnnummer 19 opnieuw voor een tramlijn in gebruik genomen.

## Eerste lijn 19
De eerste Amsterdamse tramlijn 19 werd ingesteld op 19 oktober 1916 als kringlijn in één richting op de route Nieuwmarkt – Waterlooplein – Amstel – Sophiaplein – Dam – Stationsplein – Gelderschekade – Nieuwmarkt. Wegens gebrek aan succes werd deze lijn al na ruim een maand, per 1 december 1916, opgeheven. Dit was de eerste tramlijn met de lijnkleur roze, die vanaf 1921 de lijnkleur van lijn 22 was.

## Tweede lijn 19
De tweede lijn 19 werd ingesteld op 15 mei 1918 op de route Station Willemspark – Amstelveenseweg – Overtoom – Stadhouderskade – Museumbrug – Weteringschans – Sarphatistraat – Station Weesperpoort – Andreas Bonnstraat – Oosterpark – Linnaeusstraat – Eerste Van Swindenstraat – Station Muiderpoort. Op 22 mei 1922 werd lijn 19 vernummerd in lijn 6 met als reden dat een lager genummerde lijn voorrang genoot op een hoger genummerde lijn. Door het vrijkomen van het lijnnummer 6 verwachte men dat deze lijn, die langs drie stations reed, minder vertraging opliep. De lijnkleur groen-geel-groen verhuisde mee.

## Derde lijn 19
De derde tramlijn 19 werd ingesteld op 23 juli 1925 op de route Borgerstraat – Kinkerstraat – Marnixstraat – Weteringschans – Sarphatistraat – Roetersstraat – Plantage Kerklaan. De lijnkleur was wit-rood (liggend). Deze lijn was voor het grootste gedeelte een korttrajectdienst van lijn 7 en was ingesteld voor de regelmaat op het gezamenlijke traject. In tegenstelling tot lijn 7 kon lijn 19 geen vertraging oplopen door een geopende Kinkerbrug. Op 18 oktober 1926 nam lijn 19 de route van lijn 7 over via Weesperstraat – Rapenburgerstraat – Rapenburgerplein. Lijn 7 ging voortaan naar de Plantage Kerklaan. Op 15 januari 1931 werd deze lijn 19 opgeheven. Het lijngedeelte Rapenburgerstraat – Rapenburgerplein werd tramloos. Dit was het tweede definitief opgeheven tramtrajecten van de elektrische tram.

## Vierde lijn 19
De vierde tramlijn 19 werd ingesteld op 12 februari 1931 op de route Stationsplein – Nieuwezijds Voorburgwal – Raadhuisstraat – Rozengracht – De Clerqstraat – Admiraal de Ruijterweg – Jan Evertsenstraat – Mercatorplein. Deze lijn was een korttrajectdienst van lijn 13 en heette voordien 13S. Op 1 januari 1932 werd deze lijn 19 weer opgeheven.

## Vijfde lijn 19
De vijfde tramlijn 19 werd ingesteld op 1 januari 1932 op de route Stationsplein – Prins Hendrikkade – Kadijksplein – Kattenburgerplein – Czaar Peterstraat/Parallelweg bij de luchtbrug. Dit was voorheen het oostelijke deel van lijn 13, die nu de route van de vorige lijn 19 tussen Stationsplein en Mercatorplein ging berijden. Op 10 juli 1934 werd lijn 19 ingekort vanaf de Parallelweg bij de luchtbrug tot aan de Czaar Peterstraat bij de Lijndenstraat. Op 1 juni 1938 werd de tramlijn opgeheven en vervangen door buslijn 19 waarbij de route ongewijzigd bleef.
Aan de lijnkleur en de geschiedenis van lijn 13 te oordelen heeft men de lijnnummers 13 en 19 eigenlijk verwisseld. Lijn 13 met de blauw-witte vierkantjes als lijnkleur hoorde oorspronkelijk thuis op de Oostelijke Eilanden, terwijl lijn 19 (lijnkleur wit-rood) afkomstig was van de route naar het Mercatorplein. Door deze verwisseling is het lijnnummer 13 tot op heden blijven bestaan en is lijn 19 als tramlijn verdwenen, dit als gevolg van de vervanging van deze lijn door buslijn 19 per 3 juni 1938. Na de Tweede Wereldoorlog keerde de buslijn terug en werd in 1951 verletterd in lijn M om in 1968 weer vernummerd te worden in lijn 6 en in 1973 in lijn 29.

## Zesde (huidige) lijn 19
Vanaf 22 juli 2018 met de ingebruikname van de Noord/Zuidlijn (metrolijn 52) is dit lijnnummer weer in gebruik voor een tramlijn. Het lijnnummer 19 is gekozen omdat de lijn een combinatie is van delen van de tramlijnen 9 en 10 (en 12). Tramlijn 19 gaat van Diemen Sniep langs Hartveldseweg, Middenweg, Linnaeusstraat, Sarphatistraat, Weteringschans, Leidseplein, Marnixstraat, De Clercqstraat, Admiraal de Ruijterweg en Molenwerf naar station Sloterdijk. Door de vernieuwing van Brug 108 in de De Clercqstraat reed de lijn tot 3 december 2018 via Kinkerstraat en Bilderdijkstraat. In april en mei 2019 en februari en maart 2020 waren er werkzaamheden aan de Hartveldseweg, waardoor lijn 19 werd ingekort tot de keerdriehoek aan het Voorlandpad. De wissels werden daarbij bediend door een wisselwachter en bij het keren wordt het verkeer tegengehouden door twee stadswachten. Een pendelbus 79 rijdt vandaar verder naar Diemen.
Volgens het GVB is lijn 19 de langste tramlijn van Amsterdam. De lijn wordt vanuit de remise Lekstraat geëxploiteerd met 15G-trams eventueel Combino's. De remiseroute vanuit Sloterdijk naar de Lekstraat is de langste van Amsterdam.

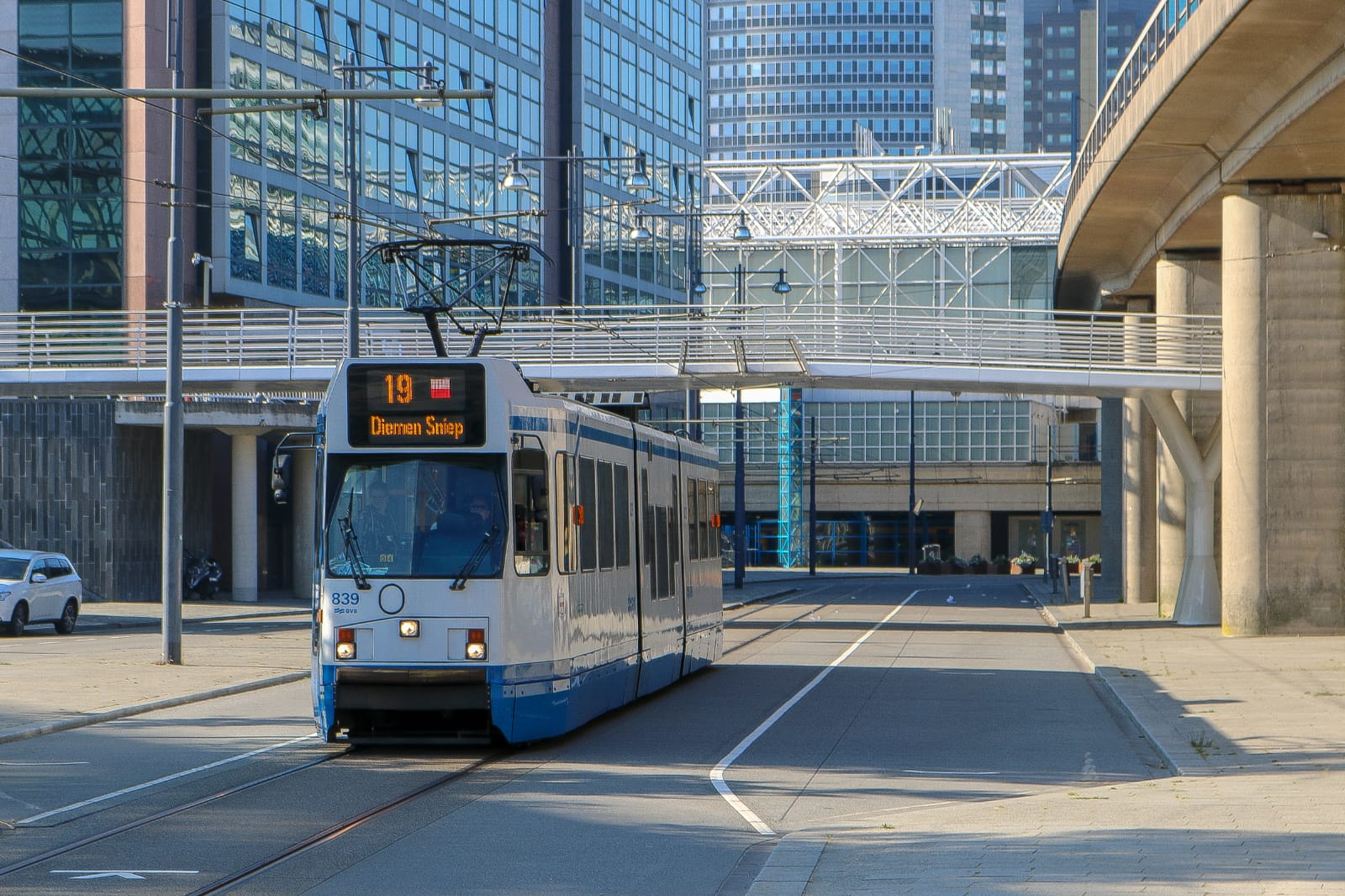
12G-tram op lijn 19 op het Carrascoplein / Station Sloterdijk; juli 2018.
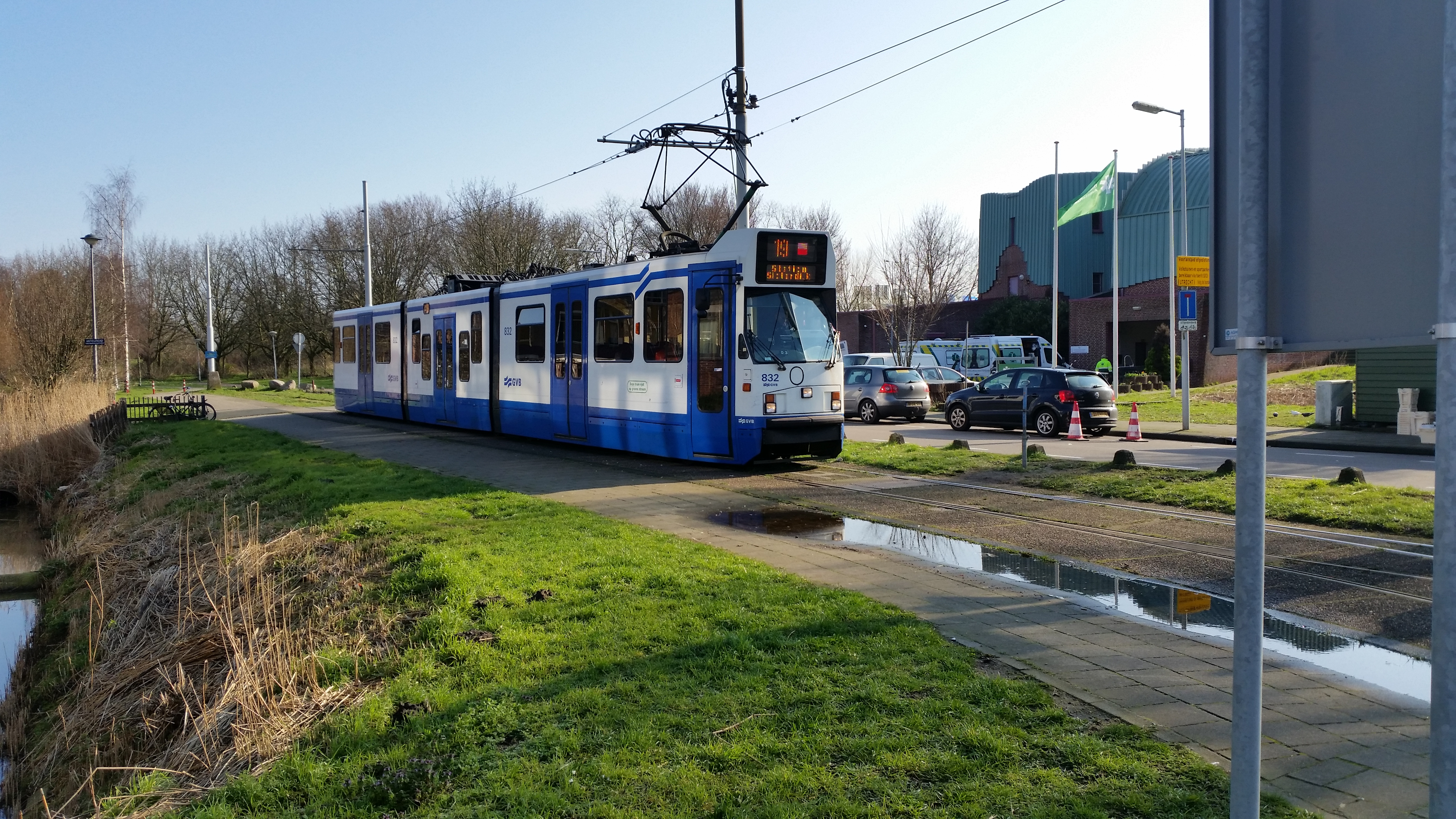
12G-tram op lijn 19 op het Voorlandpad; maart 2020.
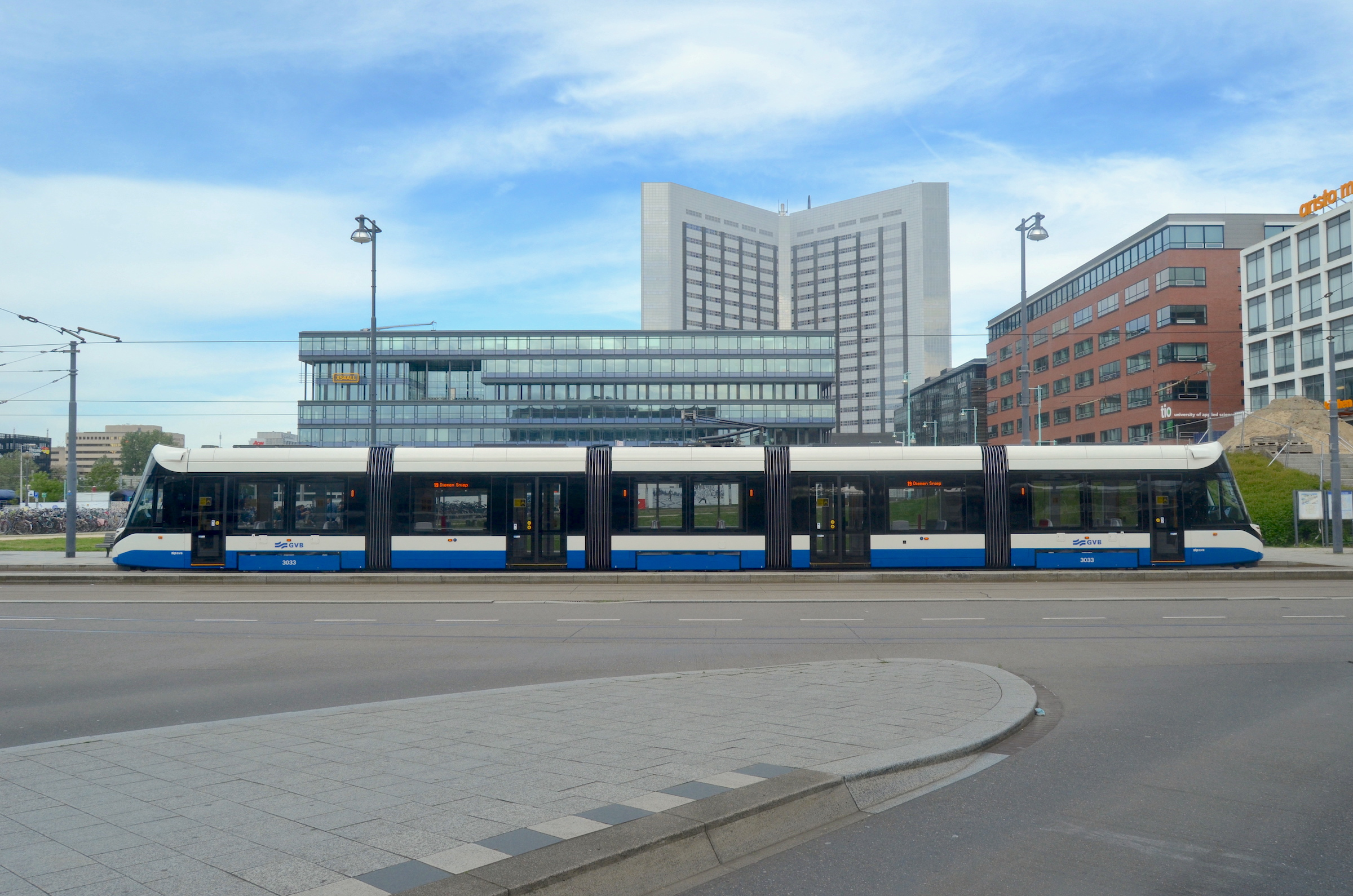
15G-tram op lijn 19 op het Carrascoplein / Station Sloterdijk; juni 2021.
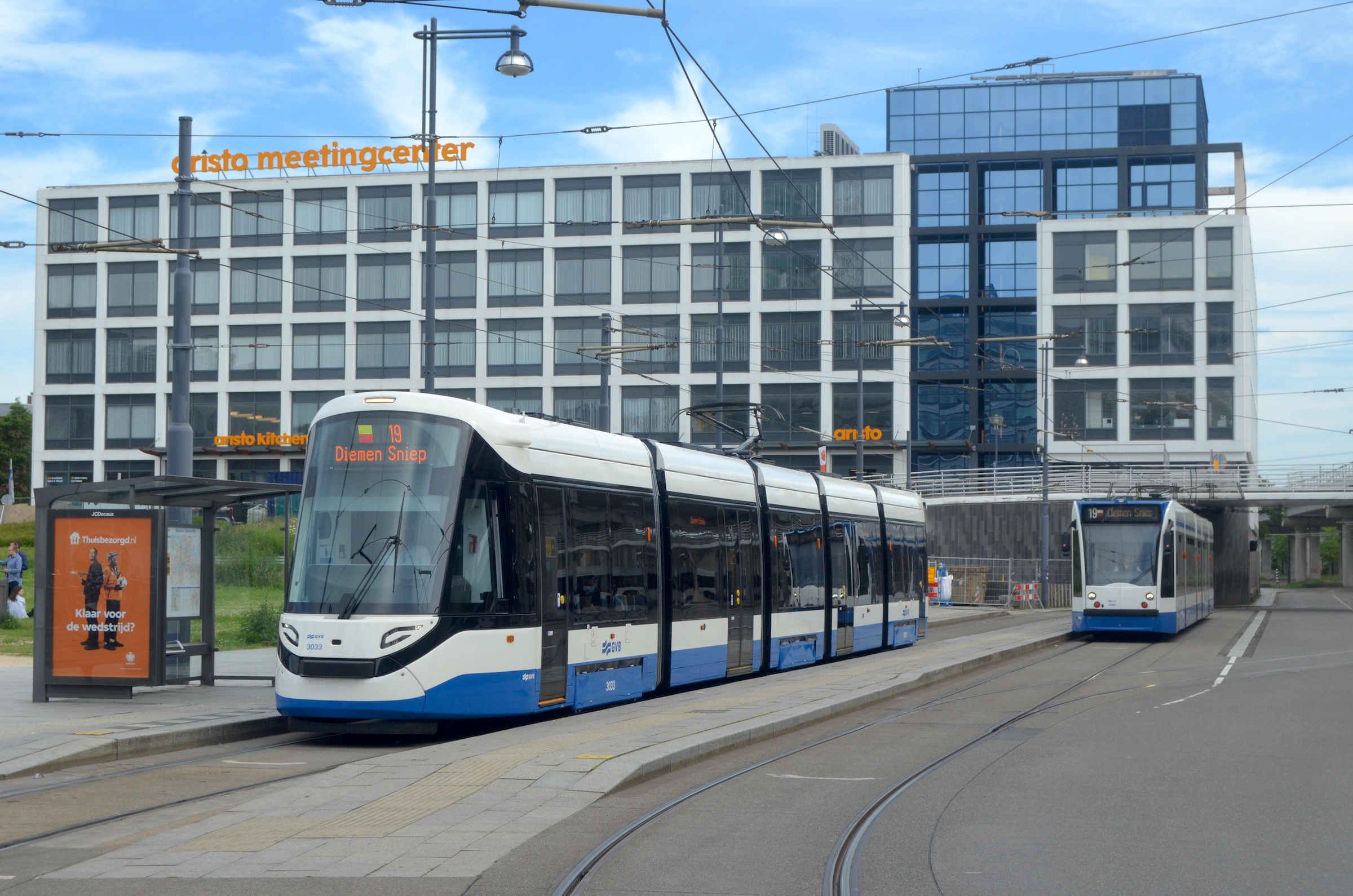
15G-tram en Combino op lijn 19 op het Carrascoplein / Station Sloterdijk; juni 2021. Foto: Erik Swierstra.